# San Bartolomé Coatepec
San Bartolomé Coatepec (del nahuatl coauhtl=serpiente tepetl=cerro "En El Cerro de las Serpientes") es una localidad situada en el municipio de Huixquilucan (Estado de México). Su población asciende a 4580 habitantes aproximadamente y está a 2490 metros de altitud, es una zona de mucha vegetación y de clima similar al de la Ciudad de México. En la actualidad ha tenido un crecimiento importante en todos los ámbitos ya que dentro de esta localidad se encuentra la Inmobiliaria ISB misma que ha ido creciendo favoreciendo con esto a personas de fuera y de la misma zona promoviendo diversas fuentes de empleo. En este lugar se encuentra el área de operaciones de Savi Distribuciones S.A de C.V, una de las empresas más importantes en la distribución de medicamento e insumos médicos a nivel nacional.

## Parajes
- Paraje El Chaparral: Dentro del cual se encuentra uno de los accesos y salidas a la localidad, hacia la autopista que va de Lechería a la Venta y Entrada al Club de Golf y residencial inteligente Bosque Real.

- Paraje Trejo: Donde al límite se encuentra la clínica No.190 del IMSS y limita con  San Cristóbal Texcalucan en la colonia El Arenal.

- Paraje Loma Larga: Zona en que se encuentra la Inmobiliaria ISB.

- Paraje Monzoy: Lugar de comercios que abastecen la parte alta de la localidad y donde también se encuentran más fuentes de empleo (Agapsa, Electrival, etc.).

- Paraje Ocotal: Tiene otra de las salidas, hacia el oriente a la colonia Palo solo Celco.

- Paraje La Cruz: Ahí se encuentra la salida hacia el pueblo de Santiago Yancuitlalpan, esta vía es importante ya que no se paga cuota y tiene conexión con el magnocentro de Interlomas que es otra fuente de empleo importante en el municipio.

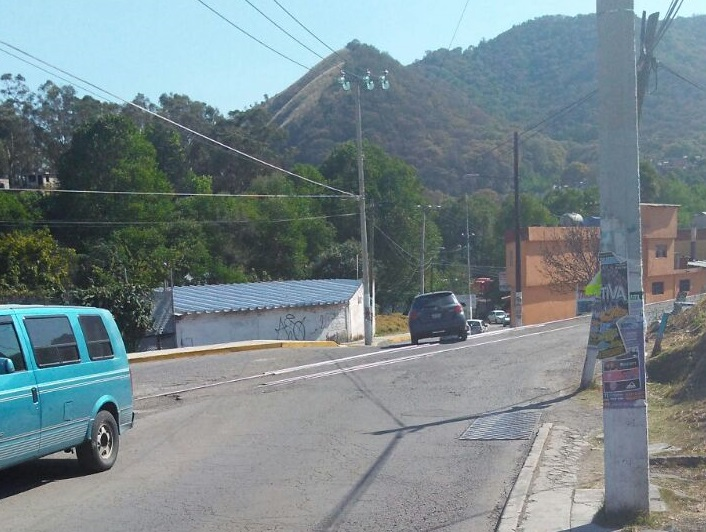
Paraje La Cruz "Las Vías".

- Paraje La Cañada: En este paraje se encuentra la fuente de abasto Lechería Liconsa.

- Paraje Villa Gómez y Paraje El Obraje: En estos dos parajes se encuentra la salida al poniente, hacia la carretera México Huixquilucan.

- Paraje Panteón y Paraje Mony: Importantes lugares en cuanto a las festividades y tradiciones mexicanas ya que el 2 de noviembre y en Semana Santa son muy concurridas y beneficiadas con una nueva vialidad que permite el acceso a una de las zonas más verdes del poblado.

## Colegios
Escuela “Revolución Mexicana” fundada en 1982, la cual imparte Educación Básica Telesecundaria y clases en el turno matutino ofreciendo educación de calidad además de ser de control público (Federal Transferido). Cuenta con tres aulas, biblioteca, laboratorio de Física y Química, aula de medios, aula de computo y aula de danza.
Como dato curioso la Escuela primaria Pública de esta comunidad, aun cuando son las mismas instalaciones, para el turno matutino tiene el nombre: Héroes de Chapultepec y para el turno vespertino: Fidencio Romero Torres y está situada en el centro de la colonia, cuenta con 18 aulas, biblioteca y sala de cómputo.
Existen también dos Instituciones de Educación Básica Preescolar General de control público (Estatal). Piltzin, ABC (piolin) y TZIRANI.
Todas estas Instituciones con el firme propósito de que los niños y jóvenes de la comunidad alcancen los objetivos educativos propuestos en el actual Plan y Programas de Estudio sin la necesidad de salir de la comunidad.

## Servicios De Salud
Están proporcionados por organismos privados y oficiales como son consultorios dentales, consultorios médicos, un centro de salud y un DIF.

## Servicios públicos
Esta comunidad posee todos los servicios públicos, como son: electricidad, alumbrado público, drenaje y alcantarillado, agua potable (el servicio de agua potable es gratuito pues la población cuenta con un manantial), también red telefónica y televisión satelital. Aún no se cuentan con centros comerciales o alguna tienda de autoservicio.  
La comunidad cuenta con un deportivo en donde se pueden disfrutar de:  
- Cancha de fútbol con superficie sintética.
- Pared para Frontón.
- Gimnasio al aire libre.
- Salas multiusos
- Parque para niños
- Parque para patinaje.
- Cancha dual (fútbol y básquetbol)

En cuanto a transporte, actualmente da el servicio la ruta 85 hacia el metro cuatro caminos y hacia Huixquilucan. Existe otra ruta que se dirige al metro cuatro caminos que pasa por la comunidad de Palo Solo (el servicio se realiza únicamente en combis o camionetas). Cuenta también con base de taxis, este se localiza junto a la escuela primaria detrás de la Iglesia.   

## Festividades
El Santo Patrono de esta comunidad es "El Señor de Esquipulas" mismo que tiene dos celebraciones al año, en la tercer semana del mes de enero y el 24 de agosto que es la fiesta de "San Bartolomé Apóstol". Las fiestas son totalmente tradicionales, con juegos mecánicos, juegos pirotécnicos, "toritos", "castillos", verbenas y eventos populares como son las peleas de gallos, funciones de box, peregrinaciones. 
Tradiciones:
La comunidad tiene varias tradiciones: 
- Una de ellas es que el día 1 de enero se realiza una misa en el manantial que se encuentra en la carretera que va hacia Huixquilucan en el Paraje el Obraje esto con el fin de bendecir el agua que llega a la comunidad. Al término de la misa la gente lleva alimentos y conviven compartiendo lo que llevan.
- Pasando la festividad del señor de Esquipulas,  se realiza una peregrinación al santuario del Divino Rostro, dicho santuario se encuentra en el pueblo de Santa Cruz Ayotuxco todo el pueblo emprende una caminata la cual encabeza las personas que fueron representantes del comité pro-fiestas  llevando consigo cirios flores y cohetes las cuales se le ofrecerán al señor del divino rostro, al llegar al santuario se realiza una misa y al término de esta se da de comer a todo el pueblo y personas que acompañan esta comida es donada por las personas que integran el Comite y por donaciones voluntarias de familias de la misma comunidad y por la tarde noche se regresan caminando con la estampa del señor del divino rostro.
- Al siguiente domingo después de la festividad del Señor de Esquipulas se realiza una misa en la capilla de trejo y al término de esta se bendicen todos los autos camiones (de carga o transporte)
- En esta misma comunidad desde hace ya varios años se realiza la presentación de la pasión, muerte y resurrección de Cristo esto en los días de Semana Santa la representación la realizan personas (jóvenes y adultos de la comunidad) que no son actores profesionales.
- La portada anual de la parroquia es elaborada por los pobladores, y tardan dos meses en terminarla.